# Ексамили
Ексамили (на гръцки: Εξαμίλι, катаревуса Εξαμίλιον, Ексамилион) е село в Гърция, дем Лъгадина, област Централна Македония с 217 жители (2001).

## География
Селото е разположено в северозападната част на Лъгадинското поле, на 7,5 километра северозападно от Гвоздово (Асирос). Църквата в селото е посветена на Свети Георги.

## История
Селото е основано от гърци бежанци, изселили се от Източна Тракия - село Булаир (Плаяри) и други, в 1922 година след разгрома на Гърция в Гръцко-турската война.
В 1928 година Ексамилион (Εξαμύλιον) е представено като чисто бежанско село с 56 бежански семейства и 229 жители бежанци.